# Emmanuel Matuta
Emmanuel Matuta La Nkenda Nosa (Malines, 22 febbraio 2002) è un calciatore belga, centrocampista del Lierse Kempenzonen.

## Carriera

### Club
Nato in Belgio da genitori congolesi, è cresciuto calcisticamente nelle giovanili del PSV. Nel 2020 viene aggregato alla rosa della seconda squadra, dove gioca per una stagione e mezza nella seconda divisione olandese. Il 20 gennaio 2022 firma un contratto quadriennale con il Groningen. Nello stesso giorno, ha esordito in Eredivisie, giocando l'incontro pareggiato per 1-1 contro il PEC Zwolle, subentrando al minuto '85 a Laros Duarte.

### Nazionale
Ha giocato nelle nazionali giovanili belghe Under-15, Under-16 ed Under-18.

## Statistiche

### Presenze e reti nei club
Statistiche aggiornate al 2 aprile 2022.
| Stagione        | Squadra         | Campionato      | Campionato | Campionato | Coppe nazionali | Coppe nazionali | Coppe nazionali | Coppe continentali | Coppe continentali | Coppe continentali | Altre coppe | Altre coppe | Altre coppe | Totale | Totale |
| Stagione        | Squadra         | Comp            | Pres       | Reti       | Comp            | Pres            | Reti            | Comp               | Pres               | Reti               | Comp        | Pres        | Reti        | Pres   | Reti   |
| --------------- | --------------- | --------------- | ---------- | ---------- | --------------- | --------------- | --------------- | ------------------ | ------------------ | ------------------ | ----------- | ----------- | ----------- | ------ | ------ |
| 2020-2021       | Jong PSV        | EED             | 31         | 1          |                 | -               | -               |                    | -                  | -                  |             | -           | -           | 31     | 1      |
| 2021-gen. 2022  | Jong PSV        | EED             | 17         | 0          |                 | -               | -               |                    | -                  | -                  |             | -           | -           | 17     | 0      |
| gen.-giu. 2022  | Groningen       | ED              | 4          | 0          | CO              | -               | -               |                    | -                  | -                  |             | -           | -           | 4      | 0      |
| Totale carriera | Totale carriera | Totale carriera | 52         | 1          |                 | -               | -               |                    | -                  | -                  |             | -           | -           | 52     | 1      |